# Mouzieys-Teulet
Mouzieys-Teulet település Franciaországban, Tarn megyében. Lakosainak száma 494 fő (2022. január 1.). Mouzieys-Teulet Bellegarde-Marsal, Fauch, Fréjairolles, Villefranche-d’Albigeois és Terre-de-Bancalié községekkel határos.

## Népesség
A település népességének változása:
| Lakosok száma | 425  | 467  | 500  | 514  | 528  | 534  | 548  | 521  | 494  |
|               | 2013 | 2015 | 2016 | 2017 | 2018 | 2019 | 2020 | 2021 | 2022 |